# Троичный поиск
Трои́чный по́иск (Тернарный поиск) — это метод в информатике для поиска максимумов и минимумов функции, которая либо сначала строго возрастает, затем строго убывает, либо наоборот. Троичный поиск определяет, что минимум или максимум не может лежать либо в первой, либо в последней трети области, и затем повторяет поиск на оставшихся двух третях. Троичный поиск демонстрирует парадигму программирования «разделяй и властвуй».

## Функция
Предположим, что мы ищем максимум функции f(x), и что нам известно, что максимум лежит между A и B. Чтобы алгоритм был применим, должно существовать некоторое значение x, такое, что
- для всех a, b, для которых A ≤ a < b ≤ x, выполняется f(a) < f(b), и
- для всех a, b, для которых x ≤ a < b ≤ B, выполняется f(a) > f(b).

## Алгоритм
```
/**

Находит максимум функции с одним экстремумом между l и r.

Чтобы найти минимум - достаточно поменять местами действия в ветках if/else.

*/

double
 
l
 
=
 
...,
 
r
 
=
 
...,
 
EPS
 
=
 
...;
 
// входные данные

double
 
m1
,
 
m2
;

while
 
(
r
 
-
 
l
 
>
 
EPS
)
 
{

   
m1
 
=
 
l
 
+
 
(
r
 
-
 
l
)
 
/
 
3
;
 

   
m2
 
=
 
r
 
-
 
(
r
 
-
 
l
)
 
/
 
3
;

   
if
 
(
f
 
(
m1
)
 
<
 
f
 
(
m2
))

      
l
 
=
 
m1
;

   
else

      
r
 
=
 
m2
;

}

```